# Maria Angela Cassol

Italienische Kursmünze zu 20 Cent (seit 2002)

Vatikanische Kursmünze zu 1 Cent (2005)

San-marinesische Kursmünze zu 5 Cent (seit 2017)

Maria Angela Cassol (geboren am 27. Oktober 1956 in Nettuno, Region Latium) ist eine italienische Medailleurin.

## Werdegang
Maria Angela Cassol besuchte bis 1976 die staatliche Kunstschule in Anzio. Von 1980 bis 1981 war sie Mitglied der Skulpturenklasse von Emilio Greco an der Accademia di Belle Arti di Roma. Es folgte zum Abschluss ihrer Ausbildung der dreijährige Besuch der Scuola dell'Arte della Medaglia – Giuseppe Romagnoli des Istituto Poligrafico e Zecca dello Stato. Ab 1983 arbeitete sie für die Galerie Il Babuino in Rom.
1987 wurde sie vom Istituto Poligrafico e Zecca dello Stato, das auch als staatliche Münzprägeanstalt fungiert, als Graveurin eingestellt. Große Bekanntheit erlangte ihr Entwurf der Bildseite der italienischen Euromünzen zu 20 Cent. Für die italienische Münzprägeanstalt gestaltete Momoni auch einige Ausgaben der san-marinesischen und vatikanischen Euromünzen.

## Werke (Auswahl)
- Silbermünze zu 500 Lire aus der Serie Flora e fauna da salvare (1993)
- Silbermünze zu 1000 Lire zum 400. Todestag von Jacopo Tintoretto (1994)
- Silbermünze zu 5000 Lire anlässlich Italiens Vorsitz im Rat der Europäischen Union (1996)
- Silbermünze zu 10.000 Lire anlässlich des 200-jährigen Bestehens der Flagge Italiens (1997)
- 5 Silbermünzen zu 1 Lira in der Serie "Geschichte der Lira" (1999 bis 2001)
- Bildseite der italienischen Euro-Kursmünze zu 20 Cent, mit der Skulptur Einzigartige Formen der Kontinuität im Raum von Umberto Boccioni (seit 2002)
- Goldmünze der Vatikanstadt zu 50 Euro auf das Sakrament der Taufe (Mitarbeit, 2005)
- Bildseite der Euro-Kursmünzen der Vatikanstadt zu 1 Cent und 20 Cent mit dem Wappen des Camerlengo Eduardo Martínez Somalo (2005, Stich nach einem Entwurf von Daniela Longo)
- Silbermünze zu 5 Euro zum 5. Jahrestag der Unterzeichnung des Kyoto-Protokolls (2007)
- Silbermünze zu 5 Euro zum 60. Jahrestag der Verfassung der Italienischen Republik (2008)
- Silber-Gedenkmünze zu 10 Euro aus der Serie Italia delle Arti mit dem Motiv des Castello Estense in Ferrara (2012)
- Silbermünze zu 5 Euro zum 500. Todestag Donato Bramantes (2014)
- Silber-Gedenkmünze zu 10 Euro aus der Serie Italia delle Arti mit dem Motiv Riace (2015)
- Silbermünze der Vatikanstadt zu 5 Euro anlässlich des Weltfriedenstags (Mitarbeit, 2016)
- Silber-Gedenkmünze zu 10 Euro aus der Serie Italia delle Arti mit dem Motiv der Altstadt von Matera (2017)
- Bildseite der san-marinesischen Euro-Kursmünze zu 5 Cent, mit der Kapuzinerkirche St. Quirino (seit 2017)